# Canton d'Aulnoy-lez-Valenciennes
Le canton d'Aulnoy-lez-Valenciennes est une circonscription électorale française du département du Nord créée par le décret du 17 février 2014. Il tient lieu de circonscription d'élection des conseillers départementaux et entre en vigueur lors des élections départementales de 2015.

## Histoire
Un nouveau découpage territorial du Nord (département) entre en vigueur à l'occasion des premières élections départementales suivant le décret du 17 février 2014. Les conseillers départementaux sont, à compter de ces élections, élus au scrutin majoritaire binominal mixte. Les électeurs de chaque canton élisent au Conseil départemental, nouvelle appellation du Conseil général, deux membres de sexe différent, qui se présentent en binôme de candidats. Les conseillers départementaux sont élus pour 6 ans au scrutin binominal majoritaire à deux tours, l'accès au second tour nécessitant 12,5 % des inscrits au 1er tour. En outre la totalité des conseillers départementaux est renouvelée. Ce nouveau mode de scrutin nécessite un redécoupage des cantons dont le nombre est divisé par deux avec arrondi à l'unité impaire supérieure si ce nombre n'est pas entier impair, assorti de conditions de seuils minimaux. Dans le Nord, le nombre de cantons passe ainsi de 79 à 41.
Le canton d'Aulnoy-lez-Valenciennes est formé de communes des anciens cantons de Valenciennes-Sud (15 communes), de Valenciennes-Nord (3 communes), de Bouchain (1 commune) et de Denain (1 commune). Il est entièrement inclus dans l'arrondissement de Valenciennes. Le bureau centralisateur est situé à Aulnoy-lez-Valenciennes.

## Représentation
| Période élective | Période élective | Mandat | Mandat   | Identité           | Nuance | Nuance | Qualité |
| ---------------- | ---------------- | ------ | -------- | ------------------ | ------ | ------ | --- |
| 2015             | 2021             | 2015   | 2021     | Isabelle Choain    |        | PCF    | Maire de Prouvy (depuis 2008) |
| 2015             | 2021             | 2015   | 2021     | Jean-Claude Dulieu |        | PCF    | Conseiller municipal de Valenciennes (1983 → 2020) Ancien conseiller général du Canton de Valenciennes-Nord (2011 → 2015) Ancien conseiller régional Co-Président national du MRAP |
| 2021             | 2028             | 2021   | en cours | Isabelle Choain    |        | PCF    | Conseillère sortante |
| 2021             | 2028             | 2021   | en cours | Jean-Claude Dulieu |        | PCF    | Conseiller sortant |

### Résultats détaillés

#### Élections de juin 2021
Le premier tour des élections départementales de 2021 est marqué par un très faible taux de participation (33,26 % au niveau national). Dans le canton d'Aulnoy-lez-Valenciennes, ce taux de participation est de 32,19 % (12 431 votants sur 38 612 inscrits) contre 30,39 % au niveau départemental. À l'issue de ce premier tour, deux binômes sont en ballottage : Isabelle Choain et Jean-Claude Dulieu (PCF, 62,06 %) et Pierre Nisol et Anaïs Varlet (RN, 37,94 %).
Le second tour des élections est marqué une nouvelle fois par une abstention massive équivalente au premier tour. Les taux de participation sont de 34,36 % au niveau national, 31,01 % dans le département et 32,19 % dans le canton d'Aulnoy-lez-Valenciennes. Isabelle Choain et Jean-Claude Dulieu (PCF) sont élus avec 64,14 % des suffrages exprimés (7 572 voix pour 12 432 votants et 38 615 inscrits),,.

### Élections départementales de 2015
| Candidats            | Candidats                 | Partis      | Partis      | Premier tour | Premier tour | Second tour | Second tour |
| Candidats            | Candidats                 | Partis      | Partis      | Voix         | %            | Voix        | %           |
| -------------------- | ------------------------- | ----------- | ----------- | ------------ | ------------ | ----------- | ----------- |
| 1                    | Jean-Luc François Laurent |             | FN          | 6 552        | 35,38        | 7 856       | 45,38       |
| 1                    | Cathy Mess                |             | FN          | 6 552        | 35,38        | 7 856       | 45,38       |
| 2                    | Isabelle Choain           |             | FG (PCF)    | 4 519        | 24,40        | 9 456       | 54,62       |
| 2                    | Jean-Claude Dulieu*       |             | FG (PCF)    | 4 519        | 24,40        | 9 456       | 54,62       |
| 3                    | Philippe Baudrin          |             | UDI         | 3 768        | 20,35        |             |             |
| 3                    | Véronique Dupire          |             | UMP         | 3 768        | 20,35        |             |             |
| 4                    | Laurent Depagne           |             | PS          | 3 680        | 19,87        |             |             |
| 4                    | Bernadette Sopo           |             | PS          | 3 680        | 19,87        |             |             |
|                      |                           |             |             |              |              |             |             |
| Inscrits             | Inscrits                  | Inscrits    | Inscrits    | 38 587       | 100,00       | 38 587      | 100,00      |
| Abstentions          | Abstentions               | Abstentions | Abstentions | 19 362       | 50,18        | 19 823      | 51,37       |
| Votants              | Votants                   | Votants     | Votants     | 19 225       | 49,82        | 18 764      | 48,63       |
| Blancs               | Blancs                    | Blancs      | Blancs      | 518          | 2,69         | 1 022       | 5,45        |
| Nuls                 | Nuls                      | Nuls        | Nuls        | 188          | 0,98         | 430         | 2,29        |
| Exprimés             | Exprimés                  | Exprimés    | Exprimés    | 18 519       | 96,33        | 17 312      | 44,86       |
| * conseiller sortant |                           |             |             |              |              |             |             |

À l'issue du 1er tour des élections départementales de 2015, deux binômes sont en ballottage : Jean-Luc François Laurent et Cathy Mess (FN, 35,38 %) et Isabelle Choain et Jean-Claude Dulieu (FG, 24,4 %). Le taux de participation est de 49,82 % (19 225 votants sur 38 587 inscrits) contre 46,81 % au niveau départemental et 50,17 % au niveau national.
Au second tour, Isabelle Choain et Jean-Claude Dulieu (FG) sont élus avec 54,62 % des suffrages exprimés et un taux de participation de 48,63 % (9 456 voix pour 18 764 votants et 38 587 inscrits).

### Élections départementales de 2021
En raison de la Pandémie de Covid-19, la tenue des élections en Mars 2021 n'est pas possible. Celles-ci sont donc reportées (Juin 2021 ?), le projet de loi est en cours d'étude.
Jean-Claude Dulieu est pressenti pour se représenter, alors qu'il n'est plus élu à Valenciennes où il ne s'est pas présenté à l'occasion des Élections municipales françaises de 2020.

## Composition
Le canton d'Aulnoy-lez-Valenciennes comprend vingt communes entières.
| Nom                                             | Code Insee | Intercommunalité          | Superficie (km2) | Population (dernière pop. légale) | Densité (hab./km2) | Modifier                                    |
| ----------------------------------------------- | ---------- | ------------------------- | ---------------- | --------------------------------- | ------------------ | ------------------------------------------- |
| Aulnoy-lez-Valenciennes (bureau centralisateur) | 59032      | CA Valenciennes Métropole | 6,12             | 7 125 (2022)                      | 1 164              | modifier les données · modifier les données |
| Artres                                          | 59019      | CA Valenciennes Métropole | 6,55             | 1 073 (2022)                      | 164                | modifier les données · modifier les données |
| Aubry-du-Hainaut                                | 59027      | CA Valenciennes Métropole | 4,32             | 1 715 (2022)                      | 397                | modifier les données · modifier les données |
| Bellaing                                        | 59064      | CA de la Porte du Hainaut | 3,42             | 1 315 (2022)                      | 385                | modifier les données · modifier les données |
| Famars                                          | 59221      | CA Valenciennes Métropole | 4,73             | 2 459 (2022)                      | 520                | modifier les données · modifier les données |
| Haspres                                         | 59285      | CA de la Porte du Hainaut | 12,20            | 2 632 (2022)                      | 216                | modifier les données · modifier les données |
| Haulchin                                        | 59288      | CA de la Porte du Hainaut | 5,13             | 2 307 (2022)                      | 450                | modifier les données · modifier les données |
| Haveluy                                         | 59292      | CA de la Porte du Hainaut | 4,70             | 3 224 (2022)                      | 686                | modifier les données · modifier les données |
| Hérin                                           | 59302      | CA de la Porte du Hainaut | 4,48             | 4 176 (2022)                      | 932                | modifier les données · modifier les données |
| Maing                                           | 59369      | CA Valenciennes Métropole | 11,68            | 3 970 (2022)                      | 340                | modifier les données · modifier les données |
| Monchaux-sur-Écaillon                           | 59407      | CA Valenciennes Métropole | 4,55             | 583 (2022)                        | 128                | modifier les données · modifier les données |
| Oisy                                            | 59446      | CA de la Porte du Hainaut | 2,57             | 695 (2022)                        | 270                | modifier les données · modifier les données |
| Petite-Forêt                                    | 59459      | CA Valenciennes Métropole | 4,55             | 5 058 (2022)                      | 1 112              | modifier les données · modifier les données |
| Prouvy                                          | 59475      | CA Valenciennes Métropole | 4,41             | 2 202 (2022)                      | 499                | modifier les données · modifier les données |
| Quérénaing                                      | 59480      | CA Valenciennes Métropole | 4,32             | 863 (2022)                        | 200                | modifier les données · modifier les données |
| Rouvignies                                      | 59515      | CA Valenciennes Métropole | 3,25             | 658 (2022)                        | 202                | modifier les données · modifier les données |
| La Sentinelle                                   | 59564      | CA de la Porte du Hainaut | 3,89             | 3 140 (2022)                      | 807                | modifier les données · modifier les données |
| Thiant                                          | 59589      | CA de la Porte du Hainaut | 8,39             | 2 963 (2022)                      | 353                | modifier les données · modifier les données |
| Trith-Saint-Léger                               | 59603      | CA de la Porte du Hainaut | 6,87             | 6 062 (2022)                      | 882                | modifier les données · modifier les données |
| Verchain-Maugré                                 | 59610      | CA Valenciennes Métropole | 9,62             | 1 103 (2022)                      | 115                | modifier les données · modifier les données |
| Canton d'Aulnoy-lez-Valenciennes                | 5906       |                           | 115,75           | 53 323 (2022)                     | 461                | modifier les données                        |

## Démographie
En 2022, le canton comptait 53 323 habitants, en évolution de +0,36 % par rapport à 2016 (Nord : +0,51 %, France hors Mayotte : +2,11 %).
| 2013   | 2018   | 2022   |
| ------ | ------ | ------ |
| 52 733 | 53 454 | 53 323 |